# Idzizlaw Czartoryski
Alexander Titus Idzizlaw Prinz Czartoryski polnisch: Zdzisław Aleksander Tytus Czartoryski (* 4. Januar 1859 in Posen; † 24. Januar 1909 in Sielec) war Rittergutsbesitzer und Mitglied des Deutschen Reichstags.

## Leben
Czartoryski besuchte das Gymnasium in Posen und die Universität Krakau. Er war Rittergutsbesitzer auf Sielec bei Jutrosin.
Von 1889 bis 1893 war er Mitglied des Preußischen Abgeordnetenhauses und von 1890 bis 1903 des Deutschen Reichstags für den Wahlkreis Regierungsbezirk Posen 4 (Buk, Schmiegel, Kosten) und die Polnische Fraktion.